# Omega Centauri
Omega Centauri (również NGC 5139 lub ESO 270-SC11) – gromada kulista znajdująca się w gwiazdozbiorze Centaura w odległości około 16 tys. lat świetlnych od Słońca.

Położenie w gwiazdozbiorze

W starożytności została zaliczona do gwiazd. Ptolemeusz wspominał o niej jako o gwieździe ok. 130 r. n.e. W konsekwencji ok. 1600 roku została oznaczona grecką literą przez Bayera jak gwiazda. Jej niegwiazdowa natura została rozpoznana w 1677 roku przez Edmonda Halleya.
Omega Centauri jest jedną z najbliższych nam gromad kulistych. Jest równocześnie największą i najjaśniejszą spośród około 200 znanych gromad kulistych znajdujących się w halo Drogi Mlecznej. Na niebie zajmuje obszar większy niż Księżyc w pełni. Rozciąga się na obszarze ok. 170 lat świetlnych i zawiera około 10 milionów gwiazd.
Choć większość gromad składa się z gwiazd w zbliżonym wieku i o tym samym składzie chemicznym, to Omega Centauri wykazuje obecność różnych populacji gwiazd z szerokim zakresem wieku i obfitości pierwiastków chemicznych. Wiek gromady szacuje się na 12 miliardów lat.
Na podstawie obserwacji prowadzonych przy pomocy Kosmicznego Teleskopu Hubble’a oraz Obserwatorium Gemini ocenia się, że w centrum gromady znajduje się czarna dziura o masie ponad 40 tysięcy mas Słońca. O obecności czarnej dziury świadczy zaskakująco szybki ruch gwiazd znajdujących się w centrum. Dotychczas w gromadach kulistych czarną dziurę odkryto tylko w gromadzie G1 należącej do sąsiedniej galaktyki Andromedy.
Istnieją przypuszczenia, że Omega Centauri jest tak naprawdę pozostałością jądra galaktyki karłowatej, która została wchłonięta przez Drogę Mleczną.